# Ostafrikanischer Wacholder
Der Ostafrikanische Wacholder (Juniperus procera) ist eine Pflanzenart aus der Familie der Zypressengewächse (Cupressaceae). Er ist in Ostafrika sowie im Westen der Arabischen Halbinsel heimisch.

## Beschreibung

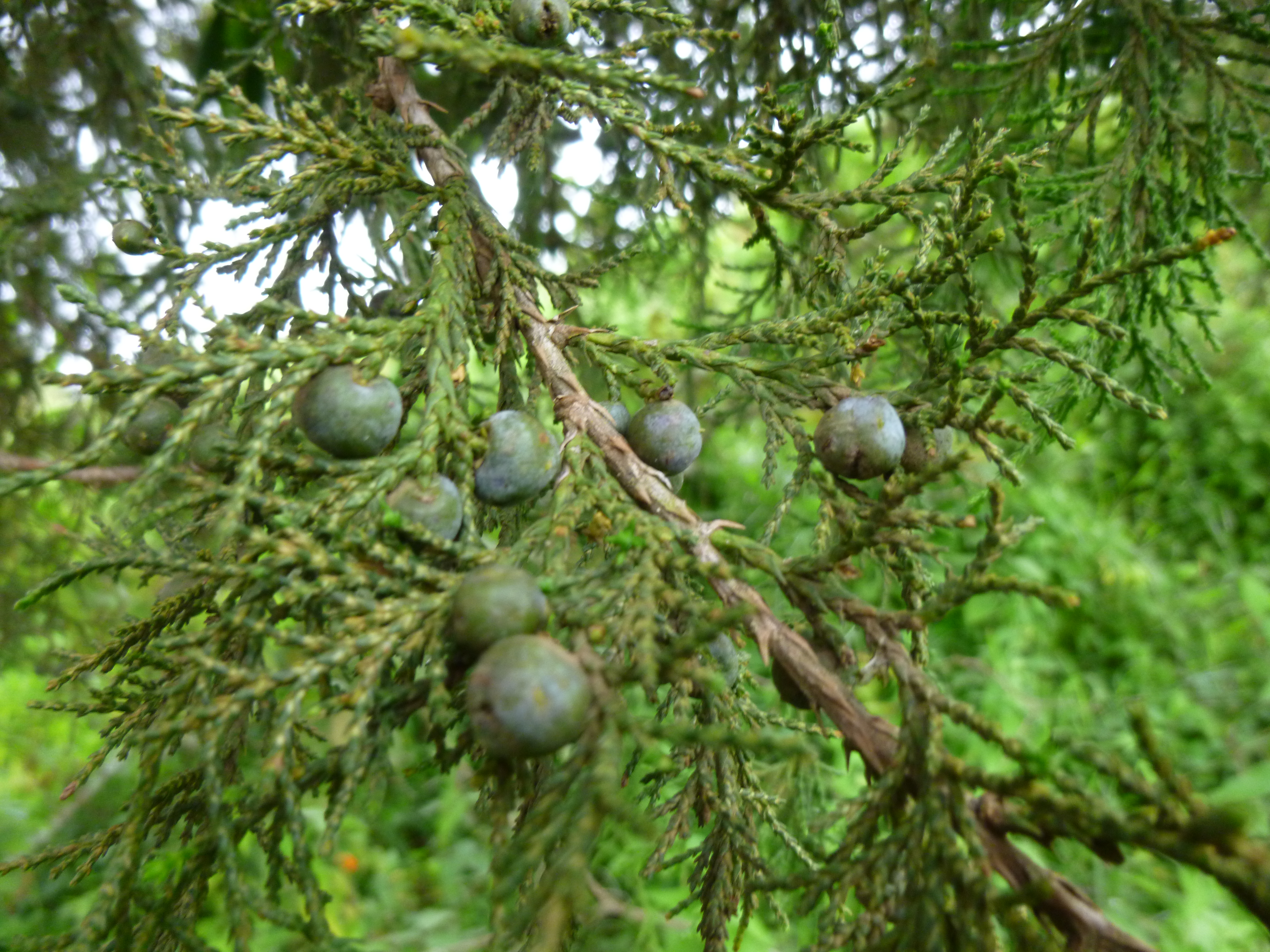
Zweig mit Blättern und unreifen Zapfen

Der Ostafrikanische Wacholder wächst als immergrüner Baum, der Wuchshöhen von 30 bis über 45 Metern und Brusthöhendurchmesser von bis über 2 Metern erreichen kann. Er ist normalerweise einstämmig, freistehende Bäume können aber auch mehrstämmig sein und verzweigen meist schon kurz über dem Boden. Die Krone ist bei jungen Bäumen pyramidenförmig, wird mit dem Alter breiter sowie offener und nimmt eine kuppelförmige, abgeflachte oder unregelmäßige Form an. Die langen und dicken Äste erster Ordnung gehen an älteren Bäumen schräg aufsteigend vom Stamm ab. Junge Bäume haben aufsteigende Zweige, welche mit zunehmendem Alter jedoch hängend werden. Die zuerst glatte, purpurfarbene Borke bildet bereits nach kurzer Zeit papierartige Flocken. Altbäume besitzen eine faserige, blassbraune oder graubraune Borke mit tiefen Längsrissen, welche in langen und schmalen Streifen abblättert. Die 0,6 bis 1 Millimeter dicken, im Querschnitt quadratischen Zweige gehen fiederförmig angeordnet von den Ästen ab. Sie besitzen eine orange Rinde.
Die hellgrünen Blätter stehen wechselständig oder kreuzgegenständig angeordnet an den Zweigen. Junge Blätter sind bei einer Länge von 0,8 bis 1 Zentimeter einer Breite von etwa 1 Millimeter nadelförmig geformt mit einer breiten Basis und einem spitz zulaufenden, stechenden oberen Ende. Ältere Blätter sind schuppenartig und bei einer Länge von 0,5 bis 6 Millimetern verkehrt-eiförmig bis dreieckig geformt. Sie überlappen sich gegenseitig und besitzen einen glatten Blattrand, eine abgeflachte Basis sowie eine freistehende Spitze. Die Schuppenblätter weisen zwei oder mehr unauffällige Stomatalinien auf. Jedes Blatt besitzt eine auffällige, hell grün bis gelblich grün gefärbte und linear-elliptisch geformte Blattdrüse.
Die zuerst grünen, später orangebraunen männlichen Blütenzapfen stehen einzeln an den Zweigen und sind 3 bis 5 Millimeter lang sowie 2 bis 3 Millimeter dick. Sie enthalten zehn bis zwölf schildförmige Mikrosporophylle mit gezähnten Rändern, welche zwei bis drei Pollensäcke tragen. Die stiellosen oder kurz gestielten weiblichen Zapfen sind bei einem Durchmesser von 3 bis 7 Millimetern kugelig geformt. Sie sind zuerst bläulichgrün gefärbt und verfärben sich zur Reife hin bis purpur-schwarz und sind bläulich bereift. Sie sind weich und mit Wachs bedeckt. Jeder Zapfen besitzt vier bis sechs vollständig zusammengewachsene Samenschuppen und trägt ein bis vier Samenkörner. Die gelblich braunen Samen sind bei einer Länge von 4 bis 5 Millimetern und einer Breite von 3 bis 3,5 Millimetern winkelig-eiförmig geformt.

## Vorkommen
Das natürliche Verbreitungsgebiet des Ostafrikanischen Wacholders liegt im Osten Afrikas sowie im Westen der Arabischen Halbinsel. In Afrika erstreckt sich das Verbreitungsgebiet vom nordöstlichen Sudan im Norden über das Hochland von Abessinien, Eritrea, Dschibuti, Somalia, Kenia, Ost-Kongo, Uganda, Tansania, Malawi, Mosambik und Sambia bis in den Nordosten Simbabwes im Süden. Auf der Arabischen Halbinsel findet man die Art in den, an das Rote Meer angrenzenden Gebirgen Saudi-Arabiens und des Jemens.
Der Ostafrikanische Wacholder gedeiht in Höhenlagen von 1050 bis 3600 Metern. Er kommt vor allem in Gebirgslagen, aber auch in Savannen vor. Die jährlichen Niederschlagsmengen liegen je nach Standort zwischen 400 und über 1300 mm. In Afrika gibt es eine etwa fünfmonatige Trockenzeit während auf der Arabischen Halbinsel der meiste Niederschlag in den Wintermonaten fällt. In den Gebirgen wächst der Ostafrikanische Wacholder vor allem in offenen Hartlaubwäldern, in denen er sowohl Rein- als auch Mischbestände mit dem Schlanken Afrogelbholz (Afrocarpus gracilior), Cornus volkensii und Xymalos monospora sowie mit verschiedenen Arten von Agauria, Korallenbäumen (Erythrina), Nuxia und Ölbäumen (Olea) bildet.

## Gefährdung und Schutz
Der Ostafrikanische Wacholder wird in der Roten Liste der IUCN als „nicht gefährdet“ (least concern) eingestuft. Als Hauptgefährdungsgrund werden Waldschlägerungen und Landschaftsveränderungen zusammen mit einer geringen Verjüngung genannt.

## Systematik
Die Erstbeschreibung als Juniperus procera erfolgte 1847 durch Christian Ferdinand Friedrich Hochstetter in Synopsis Coniferarum, Seite 26. Ein Synonym für Juniperus procera Hochst. ex Endl. ist Sabina procera (Hochst. ex Endl.) Antoine.

## Nutzung
Das Holz des Ostafrikanischen Wacholders wird als Bauholz und Brennstoff genutzt und aus seinen Pflanzenteilen können ätherische Öle (Kenia-, Ostafrika-Zedernöl) gewonnen werden. Er findet auch als Ziergehölz Verwendung. Angeboten wird das Holz auch unter dem Namen „Kenia-Zeder“.